# Aspe (seizoen 6)
Het zesde seizoen van de Belgische televisieserie Aspe werd vanaf 30 augustus 2010 uitgezonden door VTM.

## Rolverdeling
| Acteur                 | Personage         | Hoofdcast        | Gastrol         |
| ---------------------- | ----------------- | ---------------- | --------------- |
| Herbert Flack          | Pieter Van In     | volledig seizoen |                 |
| Ludo Hoogmartens       | Robert De Maegd   | volledig seizoen |                 |
| Francesca Vanthielen   | Hannelore Martens | volledig seizoen |                 |
| Michel Van Dousselaere | Roger De Kee      | volledig seizoen |                 |
| Mathias Coppens        | Mitch Dedecker    | 5 afleveringen   |                 |
| Maaike Cafmeyer        | Carine Neels      | volledig seizoen |                 |
| Adriaan Van den Hoof   | Tom Smeekens      | 5 afleveringen   | 1 aflevering    |
| Herman Boets           | Leo Vanmaele      |                  | 12 afleveringen |
| Alice Reys             | Tamara Meijer     |                  | 4 afleveringen  |
| Tine Van den Brande    | Patricia Scheurs  |                  | 3 afleveringen  |
| Camilia Blereau        | Wivina Lansier    |                  | 2 afleveringen  |

## Afleveringen

### Nieuw Leven
Inspecteurs Neels en Meijer onderzoeken een ietwat vreemde klacht. Een man (Hugo Van den Berghe) beweert dat het ziekenhuis de lever die bestemd was voor zijn doodzieke vrouw, gestolen heeft. Hun zoon Jeroen (Pieter Bamps) is er het hart van in. Dokter Isabelle Maerschalck (Nora Tilley) en directeur Demeester (Serge Adriaensen) ontkennen in alle talen dat het ziekenhuis schuld treft. Voor Neels en Meijer het goed en wel beseffen worden ze bijgestaan door Rob Demaegd, hun nieuwe collega bij de LOD.

### Jong Verdriet
In het bos wordt het lijk aangetroffen van de 16-jarige Laura. Na ondervraging van haar ouders, Raf (Eric Kerremans) en Ingrid Vanhee (Barbara Bracke), blijkt dat het van kwaad naar erger ging met de band tussen hen en hun puberende dochter. Haar vader is ervan overtuigd dat haar foute vriendje Ryan Leeman (Rik Willems) haar de dood heeft ingesleurd, maar die ontkent in alle talen. Een babbel met Laura's goede vriend Bart Stijnen (Ward Kerremans) werpt een nieuw licht op de zaak. Zo is er het feit dat Laura al vier weken zwanger was.

### Cold Case
Tijdens graafwerken op een bouwwerf worden de stoffelijke resten van gangster Rudy Bagnette aangetroffen. Niet veel later ontdekt men ook het lijk van zijn voormalige kompaan Gino Bonte (Olivier Desmet). Van In is ervan overtuigd dat de moorden te maken hebben met een grote diamantroof van een aantal jaar geleden en er nog een derde man in het spel is. Alle sporen leiden naar cafébaas en voormalig crimineel Marcel Loenhout (Hans Royaards), maar dan duikt ook de naam van Jos Oprins (Ivan Pecnik) op. Gino was het ex-vriendje van Jos' dochter (Véronique Leysen) én had een affaire met zijn vrouw Danielle (Kris De Volder). Werd Bonte vermoord om het geld of de liefde? Of was er nog meer aan de hand?

### Schuld en Boete
Berend De Vliet (Hans Van Cauwenberghe) ontvangt sinds korte tijd verschillende bedreigingen. Door zijn beroep als deurwaarder heeft hij meer dan één vijand en is het voor Van In en zijn team dan ook gissen naar de dader. Een van de eerste verdachten is Tom Sioen (Timo Descamps), de zoon van een van de 'slachtoffers' van deurwaarder De Vliet. Wanneer De Vliet plots vermoord wordt, krijgt de zaak een heel andere wending en worden een heleboel intriges blootgelegd. Zo had De Vliets vrouw nog maar pas ontdekt dat haar echtgenoot een affaire had met zijn secretaresse Sophie De Jongh (Joke De Bruyn). Daarnaast blijkt de deurwaarder ook een aardige cent opzij te hebben gehouden op een geheime bankrekening. Blijkbaar was De Vliet niet helemaal zuiver op de graat en speelde hij een smerig spelletje samen met financier Alain Venneman (Marc Van Eeghem) en rechter Louis De Gucht (Serge-Henri Valcke).

### Oog om Oog
Twee hooligans van de 'Blue Devils' worden in het ziekenhuis opgenomen met ernstige brandwonden, nadat ze gefolterd werden. Uit grote schrik wil geen van beiden informatie kwijt. Als blijkt dat de 'Blue Devils' net het café van de rivaliserende 'East Siders' kort en klein hebben geslagen zou er weleens sprake kunnen zijn van een wraakactie. Cafébaas Ivan Baetens (Gert Winckelmans) wordt aan de tand gevoeld en vertelt dat de 'Blue Devils' ook nog ergens elders amok maakten. Intussen begint er tussen Dedecker en Kim Vanmaele iets moois te bloeien, maar als hij de macho begint uit te hangen, en in elkaar geslagen wordt door een razende Baetens, krijgt Kim haar twijfels. Commissaris Dekee wordt in het ziekenhuis opgenomen, dus neemt Van In het roer over op het commissariaat, met alle gevolgen van dien...

### De Valkenier
Op het kasteel van de familie de Forceville is valkenier Joppe Devroe (Mattias De Meulenaere) te pletter gestort vanuit het zolderraam. Van In heeft meteen het gevoel dat het zaakje stinkt en legt een heleboel intriges bloot. Vooral het opgezette huwelijk tussen Joppes ex-vriendin Amber de Forceville (Laurien Van den Broeck) en Cedric Schots (Thomas Cammaert), zoon van een rijke industrieel, zit hem dwars. Baron Henri de Forceville (Dirk Van Dijck) is niet te spreken over de hele kwestie en dreigt ermee zijn hogere connecties aan te spreken indien het onderzoek niet onmiddellijk wordt stopgezet.

### Monstermoord
Een rustige buitenwijk wordt opgeschud als het lijk van Patrick Neirinck (Kurt Vandamme), een veroordeelde pedofiel, wordt gevonden. De buurt lijkt opgelucht met dit nieuws, want wie wil er nu dat er een pedofiel in z’n straat woont? Davy Pellemans wordt al gauw hoofdverdachte als blijkt dat hij vroeger door Neirinck misbruikt werd en hij geen sluitend alibi heeft voor het tijdstip van de moord. Maar misschien waren er nog wel meer buurtbewoners die voordeel kunnen halen uit de dood van Neirinck... Leo Vanmaele is in z’n nopjes nu z’n dochter en Dedecker eindelijk hun relatie hebben bekendgemaakt.

### De Klasreünie
Wanneer op korte tijd twee mannen op exact dezelfde wijze vermoord worden, komt het team van Van In tot de schrikwekkende vaststelling dat er een seriemoordenaar aan het werk is. Een vriend van de slachtoffers leidt de speurders naar een nieuwe hoofdverdachte, maar die lijkt van de aardbodem te zijn verdwenen. Mitch schakelt de hulp in van Tom Smeekens (Adriaan Van den Hoof), een bevriende inspecteur van de Computer Crime Unit. Hij leidt Mitch naar de moordenaar, met fatale gevolgen.

### Een Dodelijk Geheim
Het team krijgt niet veel tijd om te rouwen na het verlies van Mitch, als het lichaam van de 18-jarige Hendrik Demeuter op het strand van Zeebrugge komt aandrijven. Hendrik was zwaar gedrogeerd en kreeg een zware slag op z'n achterhoofd. Bij z'n vader, Erwin Demeuter (Rudy Morren), de conservatieve kandidaat-burgemeester, komt het nieuws als donderslag bij heldere hemel. Hij heeft het de laatste tijd te druk gehad om oog te hebben voor de problemen van z'n zoon. Na ondervraging van Hendrik z'n ex-lief geraakt het onderzoek in een stroomversnelling en dan blijkt dat Hendrik nog meer geheimen had die de campagne van zijn vader zouden kunnen schaden. Rob De Maegd ontdekt dat hij z'n tienerdochter zelf wat beter in de gaten moet houden.

### Blinde Liefde
Een rendez-vous in een ’hotel de passage’ loopt voor Linde De Roeck fout af want ze wordt vermoord teruggevonden in het bubbelbad. Maar met wie had Linde afgesproken? Haar echtgenoot, Lars De Roeck (Danny Timmermans), had geen enkel vermoeden van het dubbelleven dat Linde leidde, en op haar computer kunnen onze speurders geen mails of afspraken terugvinden... Via de bestellijst van de roomservice kunnen ze een zekere Kris Kras, of Kris Van Gool (Robbie Cleiren), op het spoor komen. Uit een dossier in het verleden blijkt dat Kris al eens betrokken was in een moordzaak, ook een date met een dodelijke afloop... Intussen zit De Maegd thuis met de handen in het haar want met z’n dochter Machteld (Tanya Zabarylo) gaat het de verkeerde kant op.

### Zwijgplicht
Als eerste meester Reggie Vlemminckx niet op het ochtendappel op de marinebasis van Zeebrugge verschijnt, is dit meteen een onrustwekkende verdwijning en wordt de federale politie erbij gehaald. Wat later spoelt in de haven het lijk van Reggie aan. Zowel Van In als federaal hoofdinspecteur Luc Kenis (Geert Hunaerts), een oude bekende, trachten elk deze zaak zo snel mogelijk op te lossen. Als aan het licht komt dat Reggies collega Kristof Landuyt (Stan Van Samang) en hijzelf jacht maakten op dezelfde vrouw vermoeden ze dat het om een liefdeskwestie gaat. Intussen proberen Neels en haar nieuwe partner Tom Smeekens, een grote drugslevering te onderscheppen.

### De Architect (deel 1)
In een villawijk wordt de 8-jarige Juliette De Baetselier op een nacht ontvoerd. Meteen worden verschillende pistes onderzocht, en in afwachting van mogelijk nieuws van de ontvoerders houden onze speurders elk om beurt de wacht in de woning van de De Baetseliers. Als de helderziende, Mario Soetaert (Benny Claessens), vrijwillig zijn diensten aan de ouders komt aanbieden, komt de zaak in een stroomversnelling. Hij weet de speurders op het goede spoor te zetten door zijn visioenen. De sceptische Van In vertrouwt Soetaert niet en vermoed dat hij misschien zelf met de zaak iets te maken heeft. Intussen is Hannelore Martens bezig met de aanhouding van een belangrijk zakenman, Wilfried Machiels (Jappe Claes), die verdacht wordt van het illegaal dumpen van gevaarlijk afval in ontwikkelingslanden.

### De Architect (deel 2)
Na ontvangst van de dvd met beelden van Juliette is het duidelijk dat de arrestatie van Wilfried Machiels de aanleiding is voor de ontvoering. Als de ontvoerder, die zichzelf ’de Architect’ noemt, de vrijlating van Machiels eist wordt Hannelore van hogerhand onder druk gezet, zij willen koste wat kost Machiels voor de raadkamer zien verschijnen. Hannelore wil echter het leven van Juliette niet op het spel zetten en kan Machiels z’n arrestatie nog maar met enkele uren verlengen. Onze inspecteurs moeten dus tegen de klok werken om Juliette terug te vinden. Als de pers te weten komt dat er tijdens het onderzoek een blunder is gebeurd moeten er koppen rollen en wordt Van In van de zaak gehaald. Maar koppig als hij is, zet hij z’n onderzoek op eigen houtje verder.